# Julio Antonio Seleuco
Julio Antonio Seleuco en latín: Iulius Antonius Seleucus) fue un político y senador del Imperio Romano en el siglo III.
En 218/222 o 220/221 fue gobernador de la provincia de Mesia Inferior.
Puede ser idéntico al usurpador Seleuco mencionado por Polemio Silvio.